# یلنا شوشونوا
یلنا شوشونوا (روسی: Елена Львовна Шушунова؛ زادهٔ ۲۳ آوریل ۱۹۶۹ – درگذشتهٔ ۱۶ اوت ۲۰۱۸) ژیمناست اهل شوروی بود.